# Мангайм (Пенсільванія)
Мангайм (англ. Manheim) — місто (англ. borough) в США, в окрузі Ланкастер штату Пенсільванія. Населення — 5046 осіб (2020).

## Географія
Мангайм розташований за координатами 40°9′48″ пн. ш. 76°23′46″ зх. д. / 40.16333° пн. ш. 76.39611° зх. д. (40.163273, -76.395973).  За даними Бюро перепису населення США в 2010 році місто мало площу 3,63 км², з яких 3,58 км² — суходіл та 0,04 км² — водойми.

## Демографія
Згідно з переписом 2010 року, у селищі мешкало 4858 осіб у 2017 домогосподарствах у складі 1324 родин. Густота населення становила 1339 осіб/км².  Було 2114 помешкання (583/км²).
Расовий склад населення:
| - 95,0 % — білих - 1,1 % — азіатів - 0,9 % — чорних або афроамериканців - 0,1 % — корінних американців |

До двох чи більше рас належало 1,9 %. Частка іспаномовних становила 3,4 % від усіх жителів.
За віковим діапазоном населення розподілялося таким чином: 22,2 % — особи молодші 18 років, 62,2 % — особи у віці 18—64 років, 15,6 % — особи у віці 65 років та старші. Медіана віку мешканця становила 39,0 року. На 100 осіб жіночої статі у селищі припадало 97,7 чоловіків;  на 100 жінок у віці від 18 років та старших — 95,4 чоловіків також старших 18 років.
Середній дохід на одне домашнє господарство  становив 53 180 доларів США (медіана — 42 686), а середній дохід на одну сім'ю — 60 883 долари (медіана — 47 050). Медіана доходів становила 39 077 доларів для чоловіків та 28 125 доларів для жінок. За межею бідності перебувало 11,4 % осіб, у тому числі 15,0 % дітей у віці до 18 років та 4,8 % осіб у віці 65 років та старших.
Цивільне працевлаштоване населення становило 2390 осіб. Основні галузі зайнятості: освіта, охорона здоров'я та соціальна допомога — 14,7 %, роздрібна торгівля — 11,3 %, будівництво — 11,1 %.